# Schwimmer (Angeln)

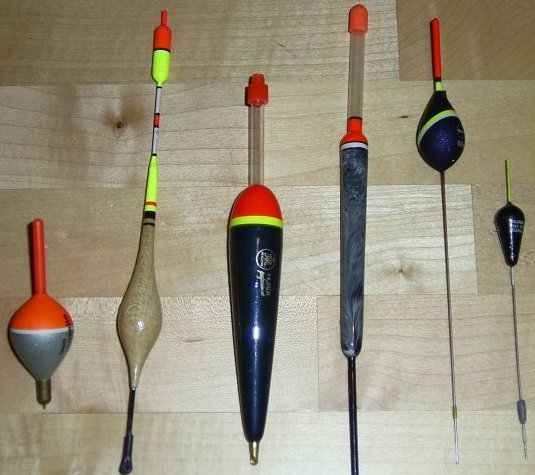
Beispiele für verschiedene Posen

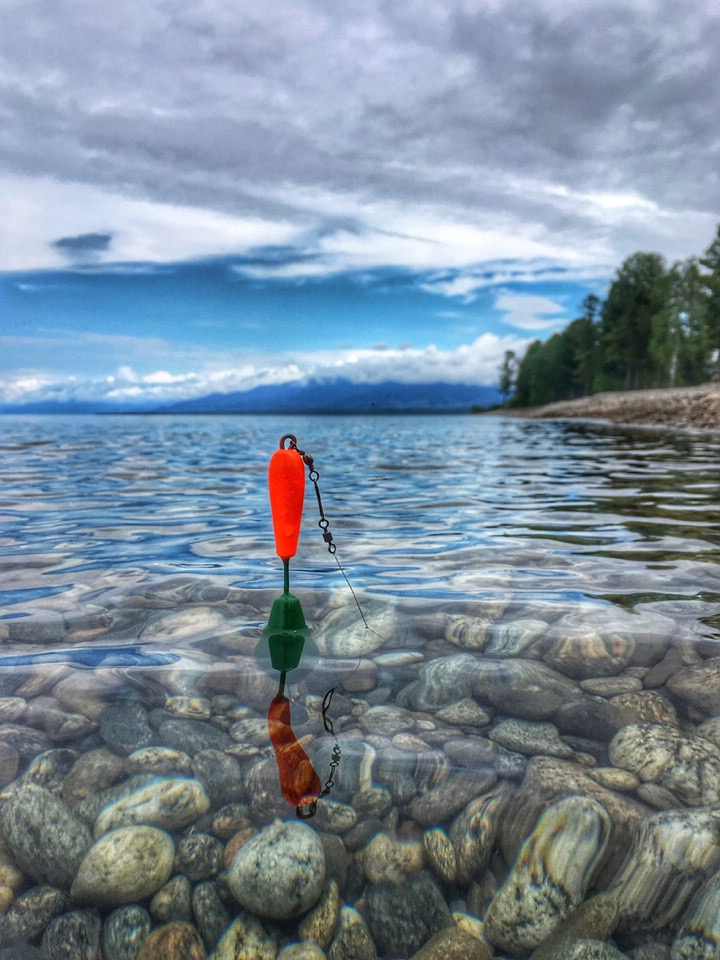
Angelrute schweben. Der Baikalsee. Ostsibirien

Ein Schwimmer oder Pose, auch Zapfen (schweizerdt.) oder Tucke (norddt.) genannt, ist beim Angeln ein aus leichtem Kunststoff, Kork oder Holz gefertigter Schwimmkörper, welcher an der Angelschnur befestigt wird.

## Verwendung
Der Schwimmer erfüllt mehrere Zwecke. Zum einen dient er als Bissanzeiger. Der Schwimmer ist für den Angler an der Wasseroberfläche sichtbar; beißt ein Fisch an und schwimmt mit dem Köder davon, bewegt sich zwangsläufig auch der Schwimmer und wird unter Umständen unter die Wasseroberfläche gezogen.
Ein weiterer Zweck eines Schwimmers ist das Einstellen des Köders für eine bestimmte, zu beangelnde Wassertiefe (knapp über Grund, im Mittelwasser oder im Wasseroberflächenbereich). Dies geschieht, indem der Schwimmer verschiebbar auf der Angelschnur angebracht wird, allerdings doch so fest, dass die Schnur nicht vom Köder oder Bissruck durch den Schwimmer hindurch nach unten gezogen werden kann. Durch das Variieren der Entfernung des Schwimmers zum beköderten Angelhaken lässt sich leicht einstellen, ob der Köder im Freiwasser, über Grund schwebend oder auf dem Grund liegend angeboten wird. Nebenbei sieht man durch die Position des Schwimmers auch immer, wo sich der Köder befindet.
Schwimmer werden im Fachhandel in einer großen Farb- und Formenvielfalt angeboten. Je nach Ködergröße wählt man Posen mit hoher oder weniger hoher Tragkraft.
Abtrieb von Köder und Auftrieb des Schwimmers ziehen diese letzte Partie der Angelleine linear und vertikal aus. Gewichte, zumindest ehemals aus Blei, in der einfachsten Form in Form von Kugeln (mit Spalt zum Aufpressen auf die Leine) stärken diesen Spannzug und helfen beim Auswerfen der Leine durch Erhöhung der Schwungmasse.